# Masquefa
Masquefa is een gemeente in de Spaanse provincie Barcelona in de regio Catalonië met een oppervlakte van 17 km². Masquefa telt 8.386 inwoners (1 januari 2016).

## Demografie
Bron: INE, 1857-2011: volkstellingen

## Personen
- Carme Junyent i Figueras (1955-2023), taalkundige

Abrera · Aguilar de Segarra · Aiguafreda · Alella · Alpens · L'Ametlla del Vallès · Arenys de Mar · Arenys de Munt · Argençola · Argentona · Artés · Avià · Avinyó · Avinyonet del Penedès · Badalona · Badia del Vallès · Bagà · Balenyà · Balsareny · Barberà del Vallès · Barcelona · Begues · Bellprat · Berga · Bigues i Riells del Fai · Borredà · El Bruc · El Brull · Les Cabanyes · Cabrera d'Anoia · Cabrera de Mar · Cabrils · Calaf · Calders · Caldes de Montbui · Caldes d'Estrac · Calella · Calonge de Segarra · Calldetenes · Callús · Campins · Canet de Mar · Canovelles · Cànoves i Samalús · Canyelles · Capellades · Capolat · Cardedeu · Cardona · Carme · Casserres · Castell de l'Areny · Castellar de n'Hug · Castellar del Riu · Castellar del Vallès · Castellbell i el Vilar · Castellbisbal · Castellcir · Castelldefels · Castellet i la Gornal · Castellfollit de Riubregós · Castellfollit del Boix · Castellgalí · Castellnou de Bages · Castellolí · Castellterçol · Castellví de la Marca · Castellví de Rosanes · Centelles · Cercs · Cerdanyola del Vallès · Cervelló · Collbató · Collsuspina · Copons · Corbera de Llobregat · Cornellà de Llobregat · Cubelles · Dosrius · Esparreguera · Esplugues de Llobregat · L'Espunyola · L'Esquirol · L'Estany · Figaró-Montmany · Fígols · Fogars de la Selva · Fogars de Montclús · Folgueroles · Fonollosa · Font-rubí · Les Franqueses del Vallès · Gaià · Gallifa · La Garriga · Gavà · Gelida · Gironella · Gisclareny · La Granada · Granera · Granollers · Gualba · Guardiola de Berguedà · Gurb · L'Hospitalet de Llobregat · Els Hostalets de Pierola · Igualada · Jorba · La Llacuna · La Llagosta · Lliçà d'Amunt · Lliçà de Vall · Llinars del Vallès · Lluçà · Malgrat de Mar · Malla · Manlleu · Manresa · Marganell · Martorell · Martorelles · Les Masies de Roda · Les Masies de Voltregà · El Masnou · Masquefa · Matadepera · Mataró · Mediona · Moià · Molins de Rei · Mollet del Vallès · Monistrol de Calders · Monistrol de Montserrat · Montcada i Reixac · Montclar · Montesquiu · Montgat · Montmajor · Montmaneu · Montmeló · Montornès del Vallès · Montseny · Muntanyola · Mura · Navarcles · Navás · La Nou de Berguedà · Òdena · Olèrdola · Olesa de Bonesvalls · Olesa de Montserrat · Olivella · Olost · Olvan · Orís · Oristà · Orpí · Òrrius · Pacs del Penedès · Palafolls · Palau-solità i Plegamans · La Palma de Cervelló · Pallejà · El Papiol · Parets del Vallès · Perafita · Piera · Pineda de Mar · El Pla del Penedès · La Pobla de Claramunt · La Pobla de Lillet · Polinyà · El Pont de Vilomara i Rocafort · Pontons · El Prat de Llobregat · Prats de Lluçanès · Els Prats de Rei · Premià de Dalt · Premià de Mar · Puigdàlber · Puig-reig · Pujalt · La Quar · Rajadell · Rellinars · Ripollet · La Roca del Vallès · Roda de Ter · Rubí · Rubió · Rupit i Pruit · Sabadell · Sagàs · Saldes · Sallent · Sant Adrià de Besòs · Sant Agustí de Lluçanès · Sant Andreu de la Barca · Sant Andreu de Llavaneres · Sant Antoni de Vilamajor · Sant Bartomeu del Grau · Sant Boi de Llobregat · Sant Boi de Lluçanès · Sant Cebrià de Vallalta · Sant Celoni · Sant Climent de Llobregat · Sant Cugat del Vallès · Sant Cugat Sesgarrigues · Sant Esteve de Palautordera · Sant Esteve Sesrovires · Sant Feliu de Codines · Sant Feliu de Llobregat · Sant Feliu Sasserra · Sant Fost de Campsentelles · Sant Fruitós de Bages · Sant Hipòlit de Voltregà · Sant Iscle de Vallalta · Sant Jaume de Frontanyà · Sant Joan de Vilatorrada · Sant Joan Despí · Sant Julià de Cerdanyola · Sant Julià de Vilatorta · Sant Just Desvern · Sant Llorenç d'Hortons · Sant Llorenç Savall · Sant Martí d'Albars · Sant Martí de Centelles · Sant Martí de Tous · Sant Martí Sarroca · Sant Martí Sesgueioles · Sant Mateu de Bages · Sant Pere de Ribes · Sant Pere de Riudebitlles · Sant Pere de Torelló · Sant Pere de Vilamajor · Sant Pere Sallavinera · Sant Pol de Mar · Sant Quintí de Mediona · Sant Quirze de Besora · Sant Quirze del Vallès · Sant Quirze Safaja · Sant Sadurní d'Anoia · Sant Sadurní d'Osormort · Sant Salvador de Guardiola · Sant Vicenç de Castellet · Sant Vicenç de Montalt · Sant Vicenç de Torelló · Sant Vicenç dels Horts · Santa Cecília de Voltregà · Santa Coloma de Cervelló · Santa Coloma de Gramenet · Santa Eugènia de Berga · Santa Eulàlia de Riuprimer · Santa Eulàlia de Ronçana · Santa Fe del Penedès · Santa Margarida de Montbuí · Santa Margarida i els Monjos · Santa Maria de Besora · Santa Maria de Martorelles · Santa Maria de Merlès · Santa Maria de Miralles · Santa Maria de Palautordera · Santa Maria d'Oló · Santa Perpètua de Mogoda · Santa Susanna · Santpedor · Sentmenat · Seva · Sitges · Sobremunt · Sora · Subirats · Súria · Tagamanent · Talamanca · Taradell · Terrassa · Tavèrnoles · Tavertet · Teià · Tiana · Tona · Tordera · Torelló · La Torre de Claramunt · Torrelavit · Torrelles de Foix · Torrelles de Llobregat · Ullastrell · Vacarisses · Vallbona d'Anoia · Vallcebre · Vallgorguina · Vallirana · Vallromanes · Veciana · Vic · Vilada · Viladecans · Viladecavalls · Vilafranca del Penedès · Vilalba Sasserra · Vilanova de Sau · Vilanova del Camí · Vilanova del Vallès · Vilanova i la Geltrú · Vilassar de Dalt · Vilassar de Mar · Vilobí del Penedès · Viver i Serrateix
Spanje · Regio's · Provincies